# Митар Минић
Митар Минић (Одеса, 6. октобар 1918 — Београд, 15. фебруар 1989) био је учесник Народноослободилачке борбе, генерал-мајор ЈНА и народни херој Југославије.

## Биографија
Минић је рођен 6. октобра 1918. године у Одеси, у Украјинској Народној Републици. Детињство је провео у Сарајеву, где је завршио гимназију. Из материјалних разлога је напустио школовање 1936. године и бавио се земљорадњом до 1939. године, када одлази на одслужење војног рока, где га је и затекла капитулација Југославије у Другом светском рату. На почетку устанка постао је борац Романијског партизанског одреда, а недуго затим и команндир чете. У новембру 1941. године примљен је у чланство Комунистичке партије Југославије (КПЈ).
Од марта 1942. године обављао је дужност заменика команданта Првог ударног босанског батаљона, а касније је постао командант у Шестој источнобосанској пролетерској бригади. Због самовоље смењен је са овог места, па је током Пете непријатељске офанзиве био само борац. Због храбрости и ратне вештине враћен је на командну дужност команданта Романијског партизанског одреда, а од 1944. до 1945. године обавља дужност команданта Двадесете источнобосанске бригаде. Са њима је учествовао у борбама са Немцима око Вишеграда, Рогатице, Власенице, Сокоца, Сарајева, Завидовића, са четницима око села Оџака и у блокирању усташких снага.
Након рата, остао је у професионалној војној служби у Југословенској народној армији (ЈНА), завршио је Вишу војну академију ЈНА и обављао је низ функција у војсци. Био је начелник Штаба 29. дивизије, оперативни официр у Генералштабу ЈНА, заменик начелника корпуса, начелник Штаба војног подручја и начелник одељења и заменик Управе пешадије ССНО (Савезни секретаријат за народну одбрану). Пензионисан је као генерал-мајор ЈНА, 1970. године.
Био је у браку са Равијојлом Јанковић Равом, која је погинула 1944. године, а 1951. проглашена народним херојем Југославије.
Преминуо је у Београду, 15. фебруара 1989. године и сахрањен је у Алеји народних хероја на Новом гробљу у Београду.
Носилац је Партизанске споменице 1941. и више југословенских одликовања. Указом председника ФНР Југославије Јосипа Броза Тита, 24. јула 1953. године, проглашен је за народног хероја Југославије.